# (12621) Alsufi
(12621) Alsufi – planetoida z pasa głównego asteroid okrążająca Słońce w ciągu 5 lat i 172 dni w średniej odległości 3,11 j.a. Została odkryta 24 września 1960 roku w Leiden przez Cornelisa van Houtena, Ingrid van Houten oraz Toma Gehrelsa. Nazwa planetoidy pochodzi od Al Sufiego (903-986), perskiego astronoma. Przed nadaniem nazwy planetoida nosiła oznaczenie tymczasowe (12621) 6614 P-L.